# Grémil pourpre bleu
Aegonychon purpurocaeruleum

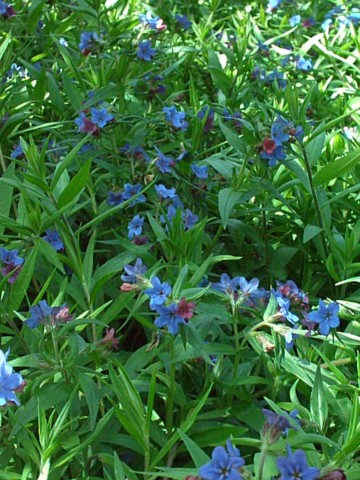
Aspect général

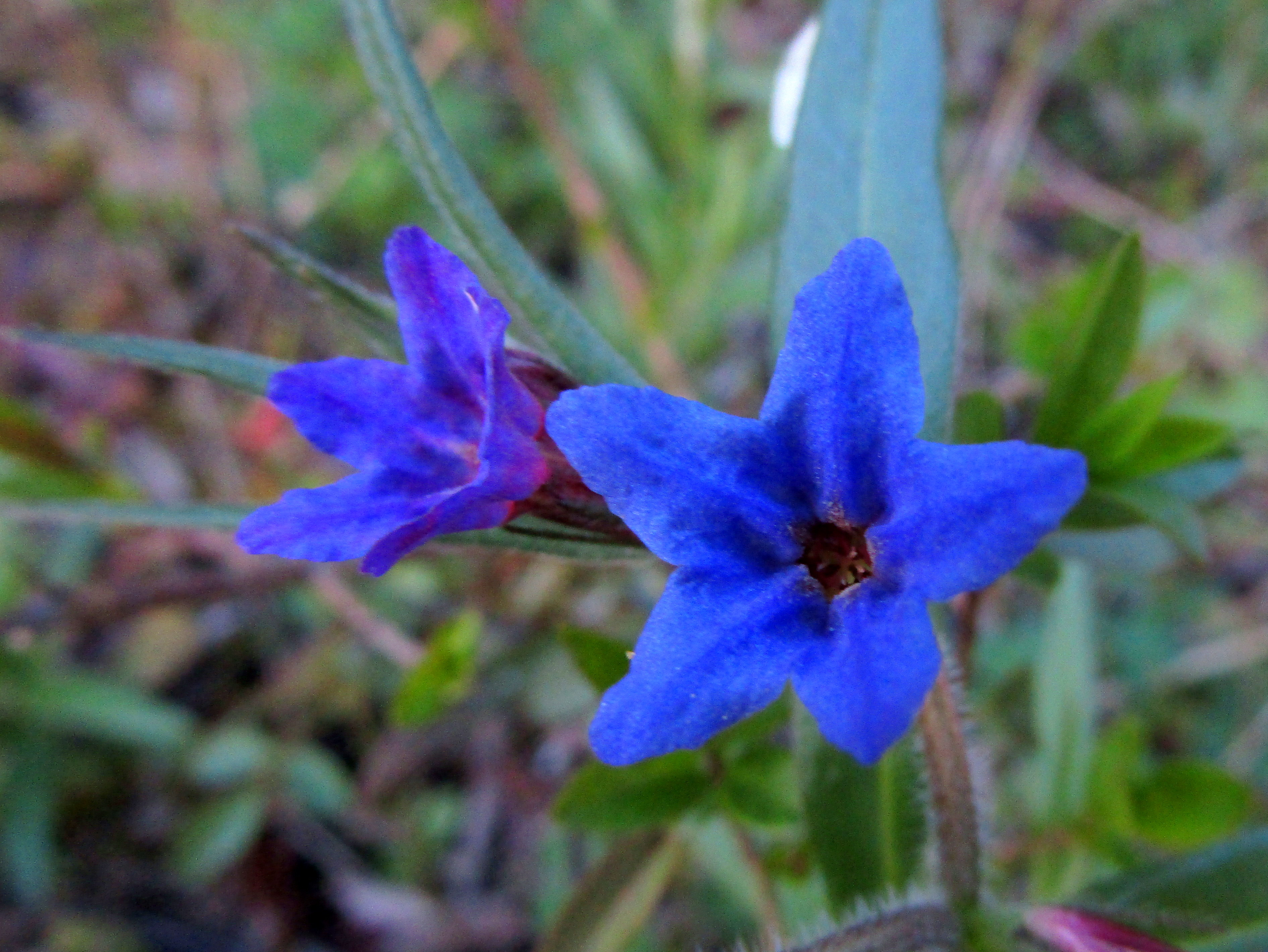
Grémil pourpre bleu - fleurs

Espèce
Classification phylogénétique
Le Grémil pourpre bleu (Aegonychon purpurocaeruleum) est une plante herbacée vivace, rhizomateuse, de la famille des Boraginacées.

## Dénomination
Synonymes
- Buglossoides purpurocaerulea (L.) I. M. Johnst.
- Lithospermum purpurocaeruleum L. - Basionyme

Noms vernaculaires
Grémil pourpre bleu, Grémil rouge-bleu, Thé d'Europe.

## Description

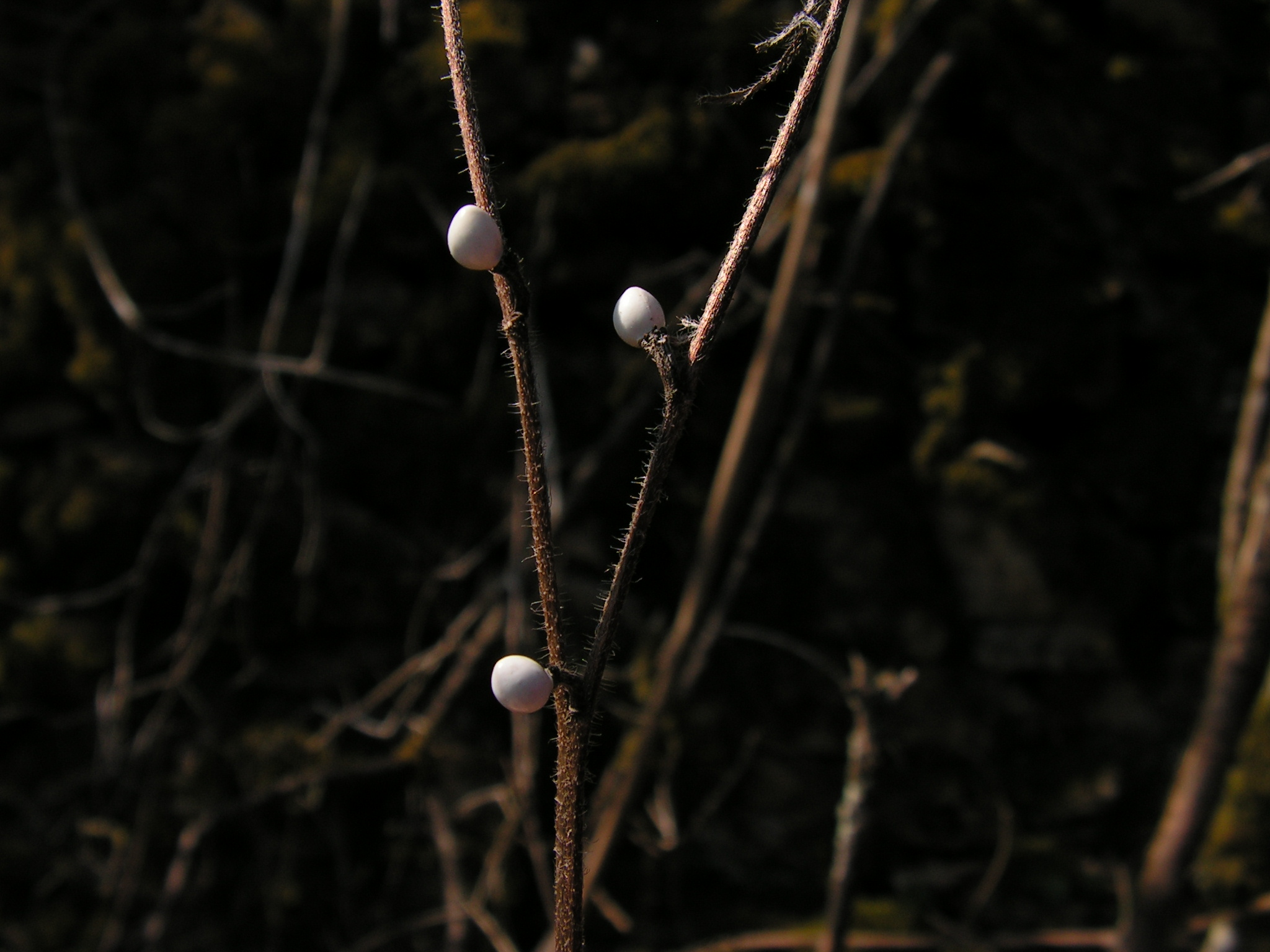
Fruits blancs et durs qui ont donné le nom de Lithospermum : "semence de pierre" en grec.

Plante vivace aux fleurs violacées puis bleu-azur. Les graines sont blanches, brillantes, et très dures. Ces caractéristiques ont donné son nom à la plante : Lithospermum purpurocaeruleum. La taille de ce Grémil est généralement de 30 cm de hauteur et il s'étend sur environ 1 mètre de long avec de nombreuses pousses qui drageonnent. Les feuilles sont étroites.

## Habitat
Plante subméditerranéenne, thermophile.